# كلام في الحب (فلم)
كلام في الحب فيلم روائي مصري من إخراج علي إدريس وبطولة يسرا، أنتج عام 2005 وعرض عام 2006.

## مختصر الفيلم
تعمل ناهد المطلقة كجرسونة في مطعم للوجبات الخفيفة، لها تجارب عاطفية فاشلة حيث كلما تعرفت على أحد الشباب يهاجر للخارج.

## قصة الفيلم كاملة
تجسد يسرا في الفيلم شخصية «ناهد» الجرسونة في أحد المطاعم، وهي من أسرة متوسطة الحال لديها تطلعات، وتبحث عن فرصة لحياة أفضل، وتواجهها مشاكل عديدة خاصة عندما يطلقها زوجها وتجد نفسها أمام قوانين عائلية مفروضة عليها بأن تنهى علاقاتها بأي شخص طالما تم تطليقها. لكنها ترفض هذه القوانين، ولديها إحساس دائم بالوحدة وترغب في العثور على شخص يحبها وتحبه، وتفكر «ناهد» في العودة إلى طليقها حتى تتغلب على وحدتها.
عندما يتعلق الأمر بالرومانسية، ليس سراً أن اختيار الكلمات الصحيحة أمر مهم. قد تكون صياغة رسالة رومانسية مثالية والتعبير عن مدى اهتمامك بشخص ما أمرًا صعبً.

## طاقم العمل
إخراج: علي إدريس (مخرج) ووائل مندور (مخرج مساعد)
تأليف: زينب عزيز (قصة وسيناريو وحوار)

## الممثلون
- يسرا
- حنان ترك
- هشام سليم
- عمرو واكد
- طلعت زكريا
- إدوارد
- بشرى
- أحمد كمال
- سامي العدل
- عبد الله مشرف
- تامر عبد المنعم
- رانيا فريد شوقي
- محمد سلام

## روابط خارجية
- مقالات تستعمل روابط فنية بلا صلة مع ويكي بيانات